# Félix Lairet
Félix Salvador Lairet Feo (Caracas, Venezuela, 8 de abril de 1900 - 19 de septiembre de 1969) fue un cirujano y político venezolano.

## Vida
Fue ministro de Sanidad durante los 4 años de gobierno del entonces presidente de Venezuela Isaías Medina Angarita en sustitución de Julio García Álvarez. Lairet fue fundador –junto a Pedro Gutiérrez Alfaro y otros destacados médicos– y primer presidente del Hospital General, el actual Centro Médico Caracas en San Bernardino. Siendo ministro del gobierno de Medina Angarita inauguró el Hospital «José Gregorio Hernández» de Trujillo en 1942 y el edificio de la Dirección de Malariología en la ciudad de Maracay en 1943. Lairet también lideró el proyecto de importación de DDT y su aplicación inaugural en Morón, en el estado Carabobo donde se reportaban los mayores porcentajes de mortalidad por malaria para la época.
Felix Lairet hijo, realizó por primera vez con éxito una tiroidectomía total para tratar la insuficiencia cardíaca irreductible en el Hospital Vargas de Caracas. Su padre, Félix Lairet Luigi, fue el primer decano de la Escuela de Farmacia de la Universidad Central de Venezuela.